# Merla roquera gorjablanca
La merla roquera gorjablanca (Monticola gularis) és una espècie d'ocell de la família dels muscicàpids (Muscicapidae) Es troba a l'Àsia oriental. El seu hàbitat natural són els boscos temperats. El seu estat de conservació es considera de risc mínim.